# Caiã
Caiã (em egípcio: Ḫaian ou Ḫayan) ou Quiã (em egípcio: Ḫian ou Ḫyan) foi um faraó (rei) hicso da XV dinastia que reinou em torno de 1 600 a.C..
Foi um rei dos Hicsos, décima quinta dinastia do Egito. Seu nome real se traduz como "Aquele que Rá fez para ser forte". Caiã carrega os títulos de um rei egípcio, mas também o título de governante da terra estrangeira (heqa-khaset). O último título é a designação típica dos governantes hicsos.
Caiã é um dos reis melhor atestados do período Hicsos, conhecido por muitos selos e impressões de selos. Notáveis são os objetos com seu nome encontrados em Cnossos e Hatusa, indicando contatos diplomáticos com Creta e os hititas. Uma esfinge com seu nome foi comprada no mercado de arte em Bagdá e pode demonstrar contatos diplomáticos com a Babilônia, em um exemplo das relações Egito-Mesopotâmia.

Os restos de um palácio foram recentemente escavados em Aváris. Impressões de selo de Caiã foram encontradas lá, indicando que este era seu palácio.